# (I Can't Get No) Satisfaction
"(I Can't Get No) Satisfaction" é uma canção da banda de rock inglesa The Rolling Stones lançada em 1965. Ela foi escrita por Mick Jagger e Keith Richards e produzida por Andrew Loog Oldham. A canção é notável pelo seu riff de guitarra de três notas de Richards que abre e dirige a música, e pela letra, que inclui referências a relações sexuais e um tema de anticomercialismo. A última, em particular levou a música a ser "percebida como um ataque contra o status quo".
A canção foi lançada como single nos Estados Unidos em junho de 1965 e também participou da versão americana do álbum Out of Our Heads, lançado em julho daquele ano. "Satisfaction" foi um sucesso, dando aos Stones seu primeiro número um nos Estados Unidos. A canção inicialmente foi tocada apenas em estações de rádio pirata, porque sua letra foi considerada muito sexualmente sugestiva. No Reino Unido o single foi lançado em agosto de 1965; tornou-se o quarto número um dos Rolling no Reino Unido. A canção é considerada uma das melhores canções de todos os tempos de rock. Em 2004 a revista Rolling Stone colocou "Satisfaction" em segundo lugar na sua lista dos 500 maiores canções de todos os tempos, enquanto em 2006 ele foi adicionado à Biblioteca do Congresso Nacional de gravação do registro.

## Inspiração
Keith Richards afirma que ele começou com o riff de guitarra para a canção em seu sono, acordou no meio da noite, gravando o riff e as palavras "I can't get no satisfaction" numa gravador cassete e rapidamente voltando a dormir. Ele viria a descrever a fita como: "dois minutos de Satisfaction e 40 minutos do meu ronco". Ele e Jagger terminaram de escrever a canção, no Hotel Fort Harrison em Clearwater, Flórida, em Maio de 1965 Jagger escreveu a maioria dos versos depois de serem confinados em seus quartos de hotel em Clearwater e não poderem tocar, não como uma declaração sobre o mercantilismo desenfreado que os Rolling Stones já tinham visto na América.
Richards estava preocupado que o riff soava muito parecido com a canção "Dancing in the Street" do Martha and the Vandellas. Jagger disse mais tarde: "Parecia uma canção folclórica quando começamos a trabalhar nela e Keith não gostara muito, ele não queria que fosse um single, não achou que ela se daria bem… eu acho que Keith pensou que era um pouco básica. Eu não acho que ele realmente a escutou adequadamente. Ele estava muito próximo a ela e apenas sentiu que tinha uma espécie de riff idiota". Jagger assinalou também que o título da canção se assemelha a um verso da canção "30 Days" de Chuck Berry. (A letra de Berry é "If I don't get no satisfaction from the judge".)

## Gravação
A primeira vez que os Rolling Stones gravaram a canção foi no dia 10 de Maio de 1965 na Chess Studios em Chicago - uma versão com a participação de Brian Jones no harmônico.
O grupo a regravou dois dias depois na RCA Studios em Hollywood, com uma batida diferente e com a distorção da Gibson, acrescentando sustentação ao som dos riffs de guitarra.
Richards imaginou refazer a faixa mais tarde em uma sessão horn tocando o riff: "este foi apenas um esboço, um pouco, porque, a meu ver, o tom de fuzz estava realmente lá para designar o que a 'sessão horn' estaria fazendo."
O outro Rolling Stones, bem como gerenciador Andrew Loog Oldham e o engenheiro de som Dave Hassinger finalmente venceram Richards e a faixa foi selecionada para o lançamento como um single.
O sucesso da música impulsionou as vendas da Gibson fuzzbox, fazendo com que todo o estoque disponível fosse esgotado até o final de 1965.
Como a maioria das gravações antes de 1966 dos Stones, "Satisfaction" foi lançada originalmente em mono apenas. Em meados da década de 1980, uma verdadeira versão estereofonica da canção foi lançada em edições em alemão e japonês do relançamento em CD de Hot Rocks 1964-1971. A mixagem estérea dispõe de um piano (tocado por Jack Nitzsche) e violão, que são quase inaudíveis na versão mono original (os instrumentos também podem ser ouvidas em uma gravação bootleg da trilha instrumental). Este mix estéreo de "Satisfaction" também apareceu em um CD promo de rádio com faixas raras em esteréo, previstas para as estações de rádio nos Estados Unidos em meados da década de 1980, mas ainda não foram apresentadas em um CD comercial mundial, mesmo depois de prensadas nos CDs Hot Rocks alemães e japoneses com a presença de mono e estéreo.
Para o relançamento mundial em 2002 de Hot Rocks, um mix quase-estéreo foi utilizada com guitarra, baixo, bateria e vocais no canal central e violão e o piano esquerdos e direitos com efeito delay.

## Letra
A letra descreve a irritação do cantor com o crescente comercialismo do mundo moderno, onde o rádio transmite "informações inúteis" e um homem na televisão diz-lhe "O quanto as suas camisetas podem ser brancas". Jagger também descreve o estresse de ser uma celebridade, e as tensões da turnê.
A parte no qual ele fala que não consegue "impressionar nenhuma garota" foi bastante controversa na época, interpretada por alguns ouvintes (e locutores de rádio) como uma referência a sexo. Jagger declarou que estes não entenderam "a linha mais suja da música", como quando uma garota fala para ele voltar em outra semana pois ela está " naqueles dias(losing streak)", uma aparente referência à menstruação.
Na época a canção foi considerada preocupante por causa de suas conotações sexuais e sua visão negativa do comercialismo e outros aspectos da cultura moderna; Paul Gambaccini, crítico, afirma: "A letra desta canção é realmente ameaçadora para um público mais velho. Esta canção é considerada um ataque ao status quo".

## Lançamento e sucesso
"Satisfaction" foi lançada como um single nos Estados Unidos pela London Records em 6 de junho de 1965, com "The Under-Assistant West Coast Promotion Man" como B-side.
O single seguiu seu caminho pelos charts americanos, alcançando o top 10 de Julho, tirando o lugar de The Four Tops' "I Can't Help Myself (Sugar Pie Honey Bunch)". "Satisfaction" aguentou por quatro semanas completas, perdendo seu lugar em 7 de Agosto para a canção "I'm Henry the Eighth, I Am" da banda Herman's Hermits.
A canção entrou nos charts americandos da Billboard Hot 100 no dia 12 de Junho de 1965, permanecendo lá por 14 semanas; sendo número 1 por quatro semanas seguidas. Durante a sua oitava semana nos charts, o single foi certificado como ouro pela RIAA por ter vendido mais de meio milhão de cópias nos Estados Unidos, dando a banda seu primeiro de tantos discos de ouro na América. Mais tarde a canção foi lançada também nos Estados Unidos pela London Recors no álbum Out of Our Heads.
De acordo com "Joel Whitburn Presents, Top R&B/Hip-Hop Singles: 1942–2004" a canção também alcançou a posição 19 nos singles de R&B mais vendidos.

## Créditos
- Mick Jagger - vocais principais e backing vocals
- Keith Richards – guitarra, backing vocals
- Brian Jones - violão
- Charlie Watts – bateria
- Bill Wyman - baixo
- Jack Nitzsche - piano, pandeiro

## Versão de Britney Spears
No ano de 2000, a cantora pop estadunidense Britney Spears, conseguiu a autorização da banda, para regravá-la para seu segundo álbum de estúdio Oops!… I Did It Again.
"Eu adoro os Rolling Stones. Quem não gosta?", disse Britney em uma entrevista, "Minhas amigas e eu sempre ouvimos."
Britney também apresentou essa canção na MTV Video Music Awards, juntamente com o primeiro single do mesmo álbum, Oops!… I Did Again, em um medley. Na performance, Britney iniciava cantando "Satisfaction", vestindo um terno e chapéu. A apresentação virou polêmica quando Britney tirou estas partes da roupa, ficando somente com uma da cor da sua pele. Durante a turnê de divulgação do álbum, Britney usava uma roupa azul e começava a performance da canção sentada em um trono. Perto do fim da canção, surgia guitarras, fazendo a versão pop torna-se rock.

## Versão de Devo
A banda americana de new wave Devo lançou sua versão de "(I Can't Get No) Satisfaction" como single em 1977, inicialmente em uma versão produzida por ela mesma em seu próprio selo Booji Boy Records. A música foi regravada com Brian Eno como produtor de seu primeiro álbum, e essa versão também foi lançada como single em 1978, desta vez pela Warner Brothers Records, depois de tocada para a aprovação de Mick Jagger. A banda gravou um vídeo para a música que mais tarde apareceria regularmente na MTV, enquanto uma apresentação no SNL deu a eles um perfil nacional. Décadas após seu lançamento, Steve Huey do AllMusic escreveria que a versão cover "retrabalha a alienação do original em um surto espástico que é quase irreconhecível". Esta versão da música foi apresentada com destaque no filme policial épico de Martin Scorsese de 1995, Casino. A versão de Devo também apareceu na série Sex Education da Netflix.
A versão de Devo surgiu das jam sessions do grupo, começando com uma parte de guitarra de Bob Casale, acompanhada por uma batida de bateria de Alan Myers e uma parte de baixo de Gerald Casale. No início, a banda tentou a letra de "Paint it Black", mudando para "Satisfaction" quando não se encaixava na música.
O videoclipe peculiar para a música e vários outros deste álbum receberam airplay significativo na arrivista MTV. Uma característica notável do vídeo foi o dançarino Craig Allen Rothwell, conhecido como Spazz Attack, cujo movimento de dança característico, um salto para a frente de costas, chamou-lhe atenção significativa.
| Gráfico (1978)                | Pico |
| ----------------------------- | ---- |
| Austrália (Kent Music Report) | 98   |
| UK Singles Chart              | 41   |